# Segismundo de Araújo Mello
Segismundo de Araújo Mello (Luziânia, 24 de abril de 1915 - Rio de Janeiro, 5 de novembro de 2003) foi um advogado e articulador político brasileiro, notório por sua atuação na transferência da capital do Brasil para a região Centro-Oeste do país. Foi também o primeiro secretário de governo do Distrito Federal, presidente da Novacap, conselheiro do Tribunal de Contas e prefeito interino do Distrito Federal, posto que ocupou entre maio e agosto de 1960.

## Participação na transferência da capital federal
Jurista goiano, Segismundo Mello iniciou sua participação no processo de transferência da capital nacional em 1946. Na fase final do processo, em 1955, o presidente Juscelino Kubtschek, recém-eleito, solicitou ao então governador de Goiás, José Ludovico de Almeida, o auxílio dos goianos na minuta dos atos legislativos de tal mudança, pois o presidente considerava que eles estavam mais preparados para isso pelo fato de elaborarem a construção de sua nova capital, Goiânia, pouco tempo antes.

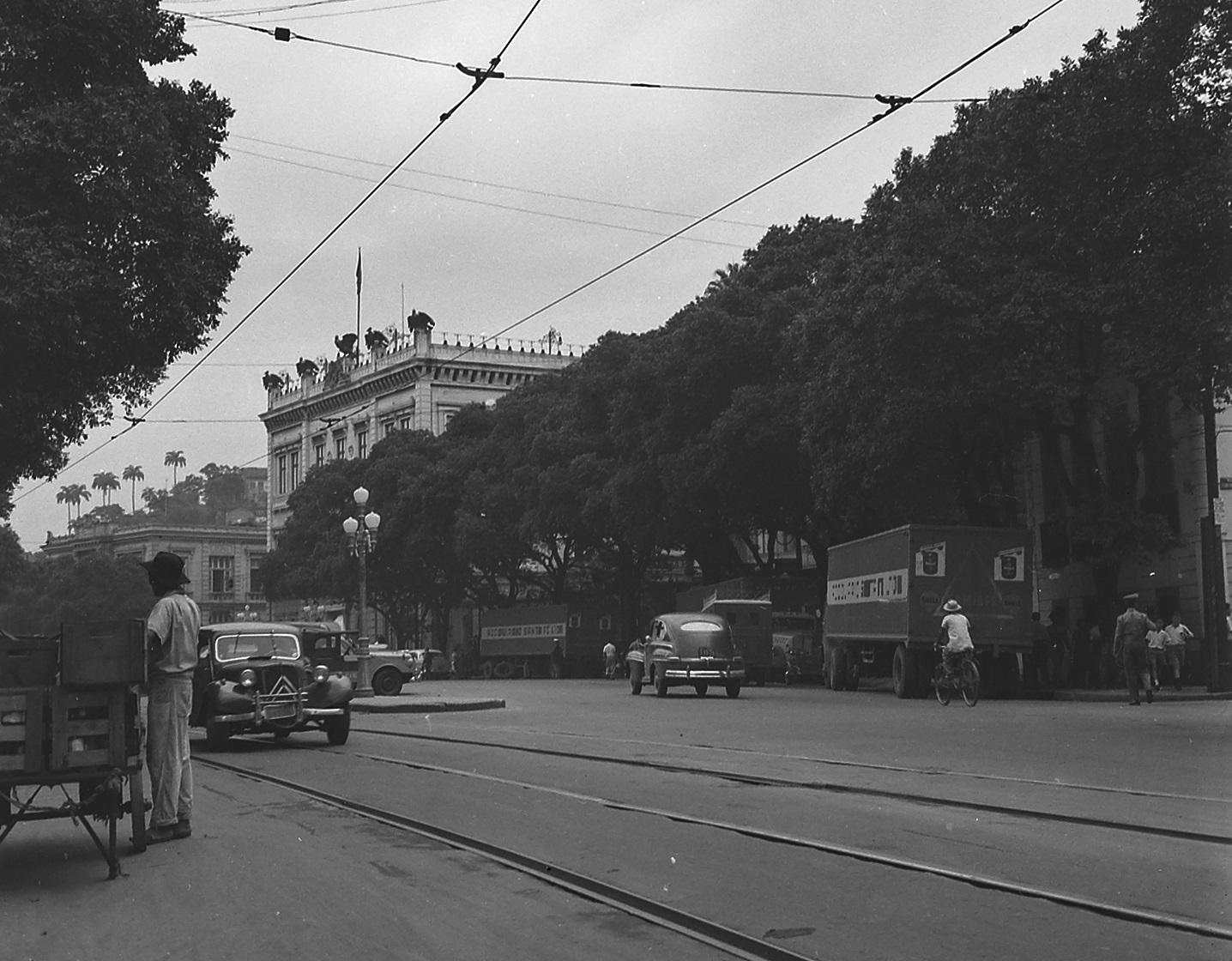
Preparativos da mudança para Brasília.

Assim, o governador goiano incumbiu essa missão ao advogado Segismundo Mello, juntamente com outros assessores, os quais editaram os atos legislativos que transferiam a capital brasileira do litoral do Rio de Janeiro para a região do Planalto Central.

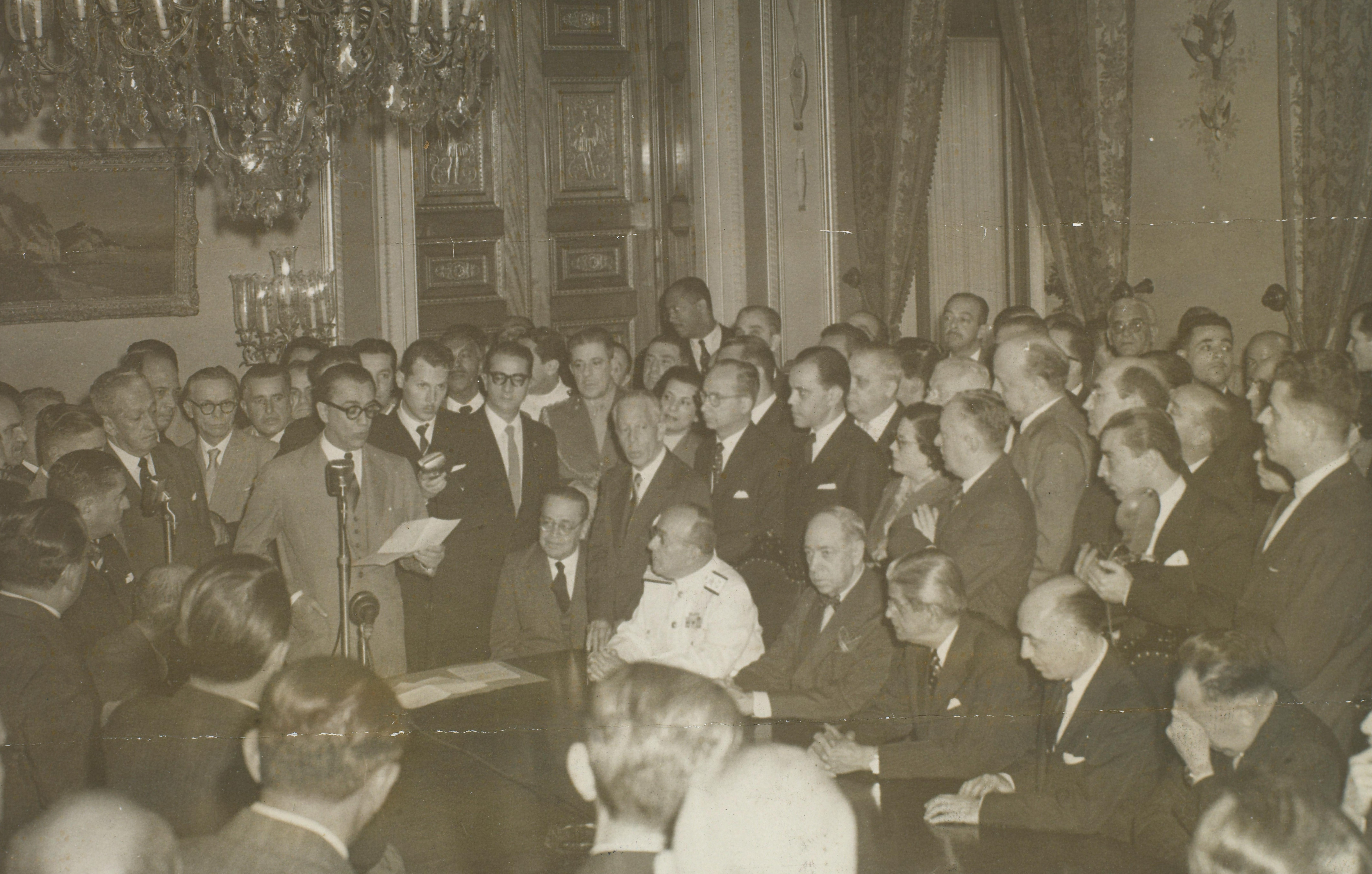
O presidente Juscelino Kubitschek discursando após sancionar a lei de mudança para Brasília

Entretanto, até que isso pudesse acontecer, esse processo de transferência da capital federal para o Planalto Central sofreu muitos impasses, como a preferência da maioria dos deputados e constituintes mineiros pela construção da cidade no estado de Minas Gerais e a resistência dos presidentes Prudente de Morais e Getúlio Vargas, sendo que este último chegou até a retirar o artigo terceiro da constituição republicana de sua época, o qual previa a construção de uma nova capital nacional no interior do país e já estava previsto desde a Constituição de 1891.

### 1749 - 1945: Antecendentes e contexto
Os primeiros atos para a mudança da capital nacional do Rio de Janeiro para o interior do país datam de 1749. Naquele ano, o mártir mineiro Joaquim José da Silva Xavier, popularmente conhecido como Tiradentes, sugeriu que a capital federal fosse estabelecida na então província de Minas Gerais, mais precisamente no município de São João Del Rey, mas o cartógrafo italiano Francesco Tosi Colombina considerava a região do Planalto Central mais apropriada e, então, elaborou a Carta de Goiás e das Capitanias Próximas, que sugeria a mudança da capital do litoral para esse local.

O município mineiro de São João Del Rey, região onde Tiradentes preferia aue fosse estabelecida a nova capital brasileira.

Todavia, quando o Império reprimiu a Tiradentes e seus companheiros por suas lutas contra abusos de poder, o ideal de transferência da capital foi interrompido, sendo retomado somente duas décadas depois pelo fundador do jornal Correio Braziliense, Hipólito José Costa, que na ocasião estava exilado em Londres e usava o meio de comunicação como forma de influenciar a mudança da capital.
A retomada desse ideal também foi influenciada pelo encaminhamento de um memorial que indicava a região mineira de Paracatu como a mais propícia para a edificação da nova capital com o nome de Brasília feito por José Bonifácio à Assembléia Geral Constituinte do Império em 1823. No ano seguinte, a transferência da capital estava presente nos autos da Revolução Pernambucana, mas somente em 1831 essa proposta foi estabelecida em projeto legislativo, com a iniciativa do deputado paraense João de Deus e Silva, prevendo a escolha de um ponto central do país para a edificação da futura capital.
Contudo, essa demanda passou vinte anos tramitando no Poder Legislativo e as terras que receberiam a nova capital nacional só foram definidas em 1852, quando o senador piauiense Holanda Cavalcanti, o Visconde de Albuquerque, apresentou um projeto de lei que autorizava o levantamento de um terreno, entre as latitudes dez e quinze graus, para servir de território destinado à localização da futura capital do Brasil, entre os rios São Francisco, Maranhão e Tocantins.
No ano seguinte, o senador João Lustosa da Cunha Paranaguá, o segundo Marquês de Paranaguá, apresentou um projeto legislativo transferindo a capital do Rio de Janeiro para Monte Alto, no interior da Bahia. De 1853 a 1889, a mudança da capital, do litoral para o interior brasileiro, desapareceu das discussões parlamentares, voltando apenas nas discussões e nos comícios dos clubes republicanos.
Com a derrubada do Império e a instauração do República em 15 de novembro de 1889, as discussões sobre a transferência da capital para o interior do Brasil e seu local exato de edificação foram retomadas com muita força, já que, com a mudança de regime de governo, os parlamentares tiveram que elaborar uma nova constituição. Nesse ínterim, o deputado carioca Thomaz Delfino foi o primeiro a se manifestar sobre o caso no plenário. Logo depois, o senador baiano Virgílio Damásio e o deputado paraibano Pedro Américo, o pintor, também se manifestaram, sendo Virgílio o responsável por apresentar à Comissão dos 21, grupo que examinava o anteprojeto constitucional, uma emenda propondo a transferência da capital. A Comissão dos 21 não aprovou a  emenda do senador Virgílio Damásio, então, ele a reapresentou em plenário, propondo, inclusive, que a nova capital se chamasse Tiradentes, em referência ao herói nacional.
Entretanto, a única emenda que, definitivamente, deu origem ao artigo terceiro da Constituição de 1891 foi a proposta pelo deputado catarinense Lauro Muller, o qual justificou a necessidade de mudança da capital brasileira da maneira mais breve, fazendo um pronunciamento de apenas um minuto e apresentando um documento elaborado pelo historiador e diplomata Francisco Adolfo Varnhagen, em 1877, que defendia a localização ideal da nova capital como sendo a região entre Planaltina e os municípios goianos de Formosa e Água Fria. Tal propositura foi subscrita por noventa parlamentares, dentre os quais cinco goianos – os senadores Antônio Amaro da Silva Canêdo e Antônio da Silva Paranhos, e os deputados Joaquim Xavier Guimarães Natal, Sebastião Fleury Curado e José Leopoldo de Bulhões Jardim – e, assim, foi aprovada. Com isso, o artigo terceiro da Primeira Constituição Republicana previa a construção de uma nova capital federal da seguinte forma: "Fica pertencente à União, no Planalto Central da República, uma zona de 14.400 quilômetros quadrados, que será, oportunamente, demarcada, para nela estabelecer-se a futura capital federal".
Nesse contexto, Floriano Peixoto, o então presidente da República na época, delegou a tarefa de demarcação e delimitação do quadrilátero de 14.400 quilômetros quadrados no Planalto Central ao astrônomo e geógrafo Luís Cruls, o qual contou com o apoio de uma comissão. Esse trabalho foi chamado de "Missão Cruls". Todos os presidentes militares, como Floriano, sempre apoiaram a mudança da capital nacional para o Planalto Central. Todavia, o paulista Prudente de Morais, sucessor de Peixoto na presidência, era civil e contrário à mudança e, então, sabotou de forma orçamentária e adminsitrativa o trabalho de Cruls, impedindo-o de dar seguimento à segunda etapa da delimitação do território. Foi nesse ínterim que se consagrou o governo denominado "café-com-leite", no qual paulistas e mineiros dominavam o país e ambos eram contrários à transferência da capital.
O único lugar do Brasil onde o ideal de mudança permanecia era na cidade goiana Santa Luzia, atualmente Luziânia, sendo Evangelino Meireles o líder do movimento. Este, então, passou a articular ações para influenciar a volta da discussão sobre a transferência da capital e conseguiu o apoio do deputado federal Americano do Brasil, recém-eleito na época, o qual apresentou um anteprojeto de lei que previa a edificação no Planalto Central de um marco onde seria estabelecida a nova capital brasileira. O projeto foi aprovado e, no dia 7 de setembro de 1922, foi inaugurado o marco em Planaltina como comemoração do Centenário da Independência. Para ajudar na retomada do ideal, Gelmires Reis, então intendente municipal de Santa Luzia, além de divulgar o caso em jornais que editava, criou um loteamento denominado Planaltópolis e distribuiu, em escritórios nas principais cidades brasileiras, "lotes para quem quiser morar onde será edificada a futura capital federal".
Contudo, logo as discussões sobre a transferência da capital federal perderam forças mais uma vez, tanto por falta de apoio dos parlamentares desfavoráveis paulistas e mineiros, como dos parlamentares goianos que mudaram seu foco para a mudança da capital de Goiás, de Vila Boa para uma nova cidade que seria construída e denominada Goiânia. Outro fato que fez o movimento em prol à transferência da capital federal perder ainda mais forças foi a retirada do artigo terceiro da Constituição pelo então presidente Getúlio Vargas no fim da década de 1930, época em que ele governava de forma ditatorial, no regime chamado Estado Novo.

### 1946: Início da articulação política de Segismundo Mello
Em 1946, com a derrubada do Estado Novo e a volta da democracia, o ideal de mudança da capital nacional foi retomado, desta vez pelo goiano que na época morava no Rio de Janeiro, Segismundo de Araújo Mello. Ele fazia  parte do grupo de Santa Luzia que lutava pela mudança e, com o apoio do deputado goiano Diógenes Magalhães, desenvolveu um trabalho a fim de reinserir o artigo terceiro da Constituição de 1891, na Assembléia Nacional Constituinte.
Assim, o militar Eurico Gaspar Dutra, recém-eleito presidente da República, promulgou a nova Constituição, reinserindo nela o artigo terceiro da Constituição de 1891. Nesse ínterim, foi criada uma comissão presidida pelo general Djalma Polli Coelho com o objetivo de promover estudos para a escolha do local exato onde seria edificada a nova capital. Em referência a seu presidente, o grupo foi denominado "Comissão Polli Coelho". Esta, como era formada por parlamentares de diversas regiões, logo houve conflito de interesse entre os deputados goianos, que queriam a capital no Planalto Central, e os deputados mineiros, que preferiam-a no Triângulo Mineiro. Mais precisamente, Jerônimo Coimbra Bueno, empreiteiro construtor de Goiânia que representava os goianos na comissão, defendia que a nova capital fosse construída no quadrilátero delimitado por Luís Cruls, em 1892, no Planalto Central; já Lucas Lopes, Juscelino Kubitschek de Oliveira e Israel Pinheiro, que representavam os mineiros, queriam que a edificação ocorresse nas proximidades do Delta do Rio Paranaíba, no Triângulo Mineiro. Por um voto de vantagem, foi definido que o quadrilátero do Planalto Central era o local cientificamente ideal para o caso.

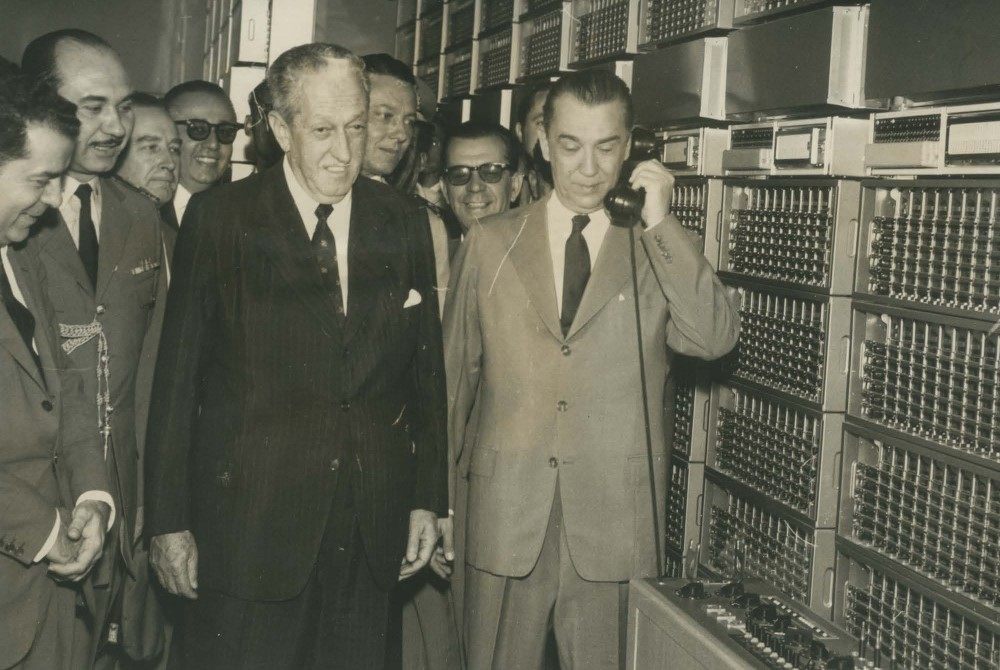
Juscelino Kubitschek e Israel Pinheiro, parlamentares que queriam a instalação da nova capital em Minas Gerais.

Em 1951, ao retornar ao cargo de presidente, Getúlio Vargas nomeou o general Agnaldo Caiado de Castro para ser chefe de seu gabinete militar e presidir a Comissão de Localização da Nova Capital Federal. Caiado contratou, então, a empresa americana  Donald Belcher para fazer os mapas do levantamento aerofotogramétrico do quadrilátero definido por Cruls. Com a morte de Getúlio Vargas, seu vice-presidente Café Filho assumiu o governo e nomeou o marechal José Pessoa para substituir o general Agnaldo Caiado.
Com isso, José Pessoa saiu do Rio de Janeiro com destino ao Planalto Central no dia 5 de fevereiro de 1955, acompanhado de seu ajudante Ernesto Silva, para decidir o local exato de edificação da nova capital e, então, escolheu a região do Sítio Castanho. Ao retornar ao Rio de Janeiro, solicitou um decreto de desapropriação daquelas terras ao presidente Café Filho, mas este negou o pedido porque era contra a transferência da capital. Para tentar resolver esse impasse, o marechal Pessoa embarcou em um avião da Força Aérea Brasileira no dia 29 de abril de 1955 em direção à Goiânia a fim de expor a situação ao governador goiano José Ludovico de Almeida. Este, ao tomar conhecimento, preocupou-se em garantir que a Constituição fosse cumprida e, então, solicitou ao jurista Segismundo Mello a elaboração do decreto de desapropriação das terras.
Segismundo, então, juntamente com Jorge de Morais Jardim e outros assesores, fez o decreto que, embora tivesse que passar por três votações na Assembleia Legislativa de Goiás e apenas uma minoria que o apoiava,  foi encaminhado à Assembleia por Ludovico e teve aprovação. Foi assinado no dia 1 de maio de 1955, mas com a data de 30 de abril. Com isso, foi criada a Comissão de Cooperação da Mudança da Capital Federal, com Altamiro de Moura Pacheco nomeado para presidi-la e promover as compras e as desapropriações. Já Segismundo foi nomeado para a comissão como consultor jurídico.
Curiosamente, apenas 26 dias antes de Juscelino Kubitschek ser interrogado por Antônio Soares Neto, o popular Toniquinho, no seu primeiro comício de campanha eleitoral em Jataí, sobre "se cumpriria a Constituição e transferiria a capital para o Planalto", a comissão e os goianos que lutavam pela mudança já tinham deixado todo esse processo pronto.

### Usando o sonho de Dom Bosco como argumento
Apesar de todos os trâmites para dar início à construção de Brasília terem sido cumpridos, os goianos ainda temiam que os mineiros conseguissem aprovar uma emenda constitucional que exigisse a construção de Brasília em Minas Gerais. Sabendo da possibilidade de o então presidente republicano Juscelino Kubitschek se encontrar com Israel Pinheiro na Exposição de Gado de Uberaba no dia 29 de maio de 1956, recearam que os dois parlamentares mineiros pudessem decidir pela emenda ao se verem no evento. Nesse sentido, para evitar a possível decisão, o governador goiano Juca Ludovico comprou todo o horário da única emissora de rádio daquela data e do único jornal da cidade, chamado Lavoura e Comércio, para que não fosse noticiada a presença dos dois na exposição.
Pouco antes disso, mais precisamente no dia 3 de maio daquele ano, Venerando de Freitas Borges, o primeiro prefeito de Goiânia, já estava tentando colaborar na tarefa de evitar que os mineiros conseguissem aquela emenda constitucional, indo até o hotel em que Israel estava hospedado em Uberaba para tentar apresentar a ele um livro intitulado A Nova Capital do Brasil – Estudos e Conclusões, preparado por Segismundo Mello a pedido do governador goiano Ludovico. Tal livro era uma compilação de pareces favoráveis de diversos personalidades brasileiras em relação ao estabelecimento da nova capital no Planalto Central.
No hall de entrada do Grande Hotel, Venerando Borges ficou, disfarçadamente, aguardando a chegada de Israel Pinheiro. Quando este apareceu, Venerando o seguiu até entrar junto com ele no elevador, mas tentando parecer um hóspede qualquer. No elevador, o prefeito goiano segurou o livro de forma a deixar o título bem visível para o deputado mineiro, que logo ficou curioso e pediu a obra emprestada. Venerando, então, disse a ele que tinha outro exemplar e lhe deu o livro.
Apesar de todos os pronunciamentos em prol à transferência da capital brasileira para a região centro-oeste contidas na obra, o que os goianos realmente esperavam que fosse mudar a opinião de Israel Pinheiro era o sonho de Dom Bosco em que este dizia ver a nova capital brasileira sendo erguida no Planalto Central, pois sabiam que o deputado mineiro tinha grande reverência ao sacerdote católico, fato que se confirmou mais tarde quando Israel determinou que a primeira edificação de Brasília fosse uma capela com o nome de Ermida Dom Bosco, como homenagem. 
O sonho do sacerdote havia sido citado pela primeira vez em 1935, cerca de vinte anos antes da confecção do livreto, quando Monteiro Lobato escreveu um artigo para o Diário de São Paulo intitulado Até os Santos Afirmam que Há Petróleo no Brasil. Como já não conseguia mais acesso a esse texto, Segismundo passou a buscar outra fonte. Então, entrou em contato com o ex-senador Alfredo Nasser, que também havia escrito um artigo favorável à mudança da capital para o Planalto Central fazendo menção ao sonho de Dom Bosco, mas o ex-parlamentar não se lembrou do trabalho e nem da fonte.
Com isso, Segismundo recorreu ao seu cunhado Germano Roriz, que era grande amigo dos salesianos, e ele conseguiu para o jurista e articulador político uma cópia do sonho traduzida para a língua portuguesa que estava sob a guarda do padre Cleto Calimam, diretor do Ginásio Anchieta, de Silvânia.
O texto foi um pouco decepcionante para Segismundo, pois este esperava algo que mencionasse com exatidão a construção da nova capital federal no Planalto Central, mas o sonho era descrito apenas da seguinte forma: "Entre os graus quinze e vinte, aí havia uma enseada bastante extensa e bastante larga, que partia de um ponto onde se formava um lago. Nesse momento disse uma voz repetidamente: ‘Quando se vierem a escavar as minas escondidas em meio a estes montes, aparecerá aqui a terra prometida, onde correrá leite e mel. Será uma riqueza inconcebível’".
Frustrado, Segismundo Mello perguntou ao padre Cleto se este poderia auxiliá-lo a incluir no texto algo que desse mais ideia de uma cidade no Planalto Central. O padre se disponibilizou para ajudar, mas reforçou que as possíveis consequências de falsificação deveriam recair sobre Segismundo. Pensando e refletindo nisso, o jurista decidiu que o sonho seria escrito de forma idêntica ao texto original, mas na mesma página, que de maneira tática seria a primeira do livro, constaria uma foto de Dom Bosco com a seguinte legenda: "São João Bosco, que profetizou uma civilização, no interior do Brasil, de impressionar o mundo, à altura do paralelo 15º, onde se localizará a nova capital federal".

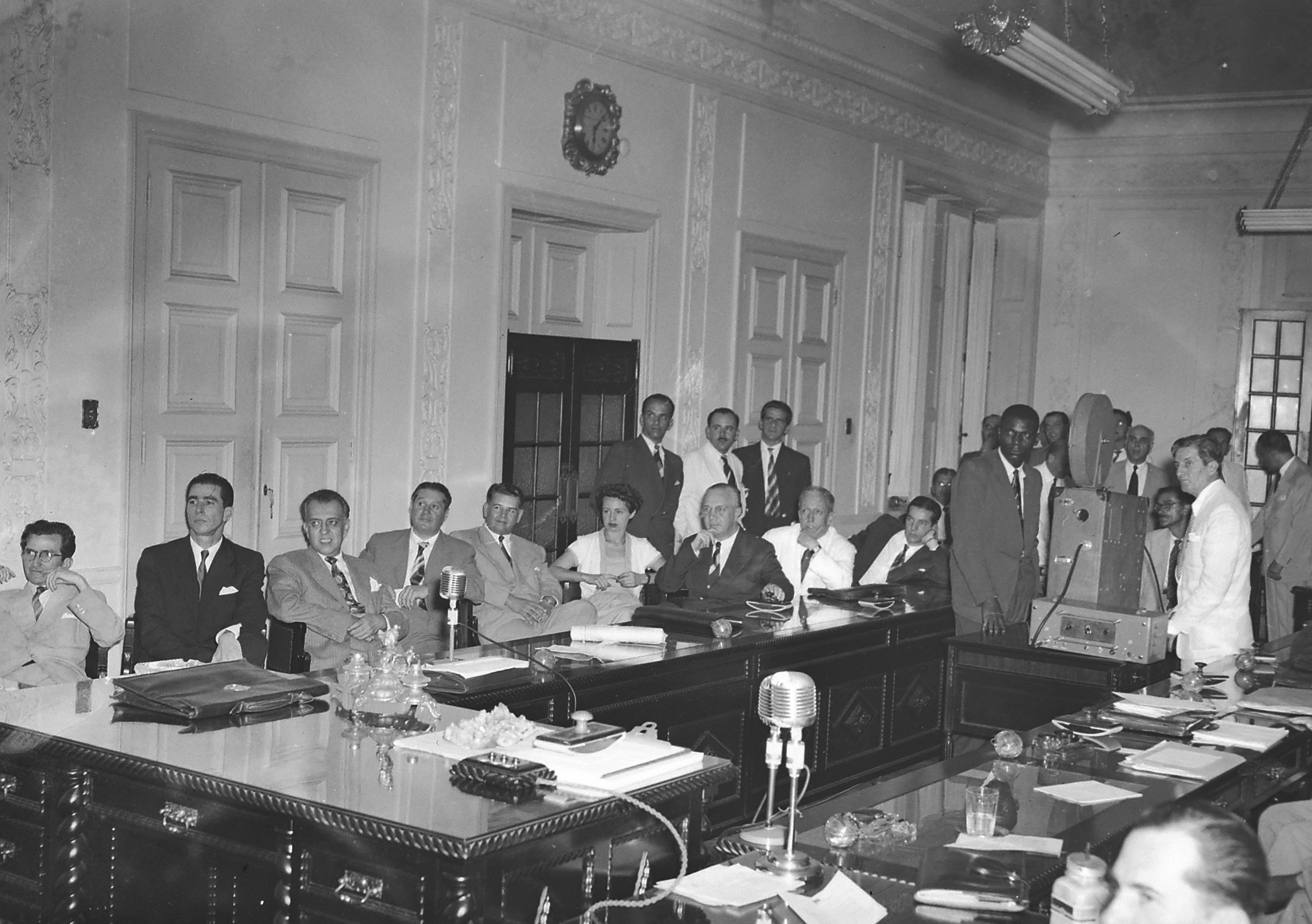
Exibição de um filme sobre a localização da futura capital do Brasil, denominada Brasília, na Câmara dos Deputados, Palácio Tiradentes, Rio de Janeiro, com Israel Pinheiro.

### 1955 - 1956: Na reta final do processo de transferência da capital federal
Com maior aceitação dos parlamentares mineiros depois da edição do livro A Nova Capital do Brasil – Estudos e Conclusões e com a desapropriação das terras, Juscelino Kubitschek, recém-eleito presidente da República, pouco antes de sua posse, solicitou ao governador goiano Juca Ludovico que este incumbisse a Segismundo Mello, José Peixoto da Silveira e Paulo Fleury Silva e Souza a tarefa de minutar os atos legislativos da transferência da capital brasileira para o Planalto Central.
Como Juscelino estava em viagem pela Europa e pelos Estados Unidos, a minuta, quando finalizada, foi levada ao deputado mineiro Israel Pinheiro. A minuta criava uma comissão de mudança da capital subordinada diretamente ao presidente da República, mas Israel solicitou a correção de comissão para autarquia.
Ao voltar da viagem, Kubitschek passou a responsabilidade das minutas e da finalização dos demais atos legislativos para o jurista e professor San Tiago Dantas. Já empossado, o presidente da República se reuniu com o presidente da Comissão de Mudança da Capital, o governador goiano Juca Ludovico acompanhado de Segismundo Mello, o jurista San Tiago Dantas, o deputado federal Israel Pinheiro e outros parlamentares no Palácio do Catete. Na reunião, Juscelino reafirmou o seu propósito de transferir a capital ainda no seu mandato e pediu o apoio de todos para aprovar os atos legislativos que seriam encaminhados ao Congresso Nacional. Na ocasião, Segismundo trazia consigo no bolso o projeto de criação da autarquia, mas San Tiago  sugeriu uma empresa pública em que a União seria a única acionista, semelhante à Petrobrás, ideia esta que foi aceita por todos os presentes. Encerrada a discussão, San Tiago encarregou Segismundo de elaborar o novo instrumento que incluía a criação da empresa pública.
Segismundo, então, finalizou a nova minuta e a entregou a Juscelino. Era um instrumento que concedia ao presidente amplos poderes, eliminando a necessidade de providências legislativas futuras, que levariam, seguramente, ao impasse e à interrupção das obras. Assim, Kubitschek delegou a seu secretário Christiano Martins a redação da mensagem de encaminhamento do projeto de lei ao Congresso Nacional.
Conforme solicitado por Israel Pinheiro, Segismundo Mello levou a Christiano elementos que poderiam interessar à fundamentação da mensagem. Na tarde em que Juscelino deveria assinar o documento, os dois estavam trabalhando na sala do primeiro andar no Palácio do Catete. Israel entrou na sala e informou que o presidente viajaria naquela mesma data à noite para o estado do Amazonas em visita ao poço petrolífero de Nova Olinda, logo após assinar a mensagem. Com isso, Segismundo sugeriu que o presidente aproveitasse a escala  em Goiânia e assinasse o documento em solenidade pública, em vez de assiná-lo de forma reservada em seu gabinete, como uma forma de homenagear o povo goiano que tanto lutou pela edificação da capital em sua região, além de gerar mais notoriedade ao ato e garantir uma repercussão nacional.
Juscelino se sensibilizou com a ideia, mas disse que não encontrava maneira de avisar o governador Ludovico para que este preparasse o momento. Nesse sentido, Segismundo assegurou ao presidente que dentro de cinco minutos o governador já estaria avisado e ainda o surpreendeu com a informação de que existia um serviço de rádio-telefonia ligando Goiânia ao Rio de Janeiro. Assim, Juscelino concordou.
Quando Ludovico tomou conhecimento disso, mobilizou o povo para o grande acontecimento. As estações de rádio convocaram a população, carros com auto-falantes percorriam as ruas e o Palácio das Esmeraldas se encarregou de avisar às autoridades. De madrugada, a multidão foi ao aeroporto à espera do presidente. Entretanto, devido a uma forte cerração, o avião presidencial não pode pousar em Goiânia e acabou descendo em Anápolis. Assim, o presidente riscou do documento a palavra Goiânia, substituindo-a por Anápolis, e assinou a mensagem que datou em 18 de abril de 1956. Solicitou ao deputado Francisco Pereira da Silva, de sua comitiva, que lavrasse uma ata da imprevista solenidade, sendo redigida da seguinte forma: "Às 51/2 da manhã, nesta cidade de Anápolis, Estado de Goiás, em 18 do mês de abril de 1956, Sua Excelência o Senhor Doutor Juscelino Kubitschek de Oliveira, Presidente da República, leu e assinou a mensagem dirigida por Sua Excelência ao Congresso Nacional, em que pede seja decretada a mudança da capital da República para a região do Planalto Central para esse fim escolhida na área em que construirá o futuro Distrito Federal. Para que conste dos anais da Câmara Municipal de Anápolis, o Deputado Federal pelo Amazonas, Doutor Francisco Pereira da Silva, Presidente da Comissão Parlamentar da Mudança da Capital, da Câmara dos Deputados, lavrou esta ata que vai assinada por Sua Excelência o Senhor Presidente Juscelino Kubitschek de Oliveira e pessoas presentes. Anápolis, 18 de abril de 1956".

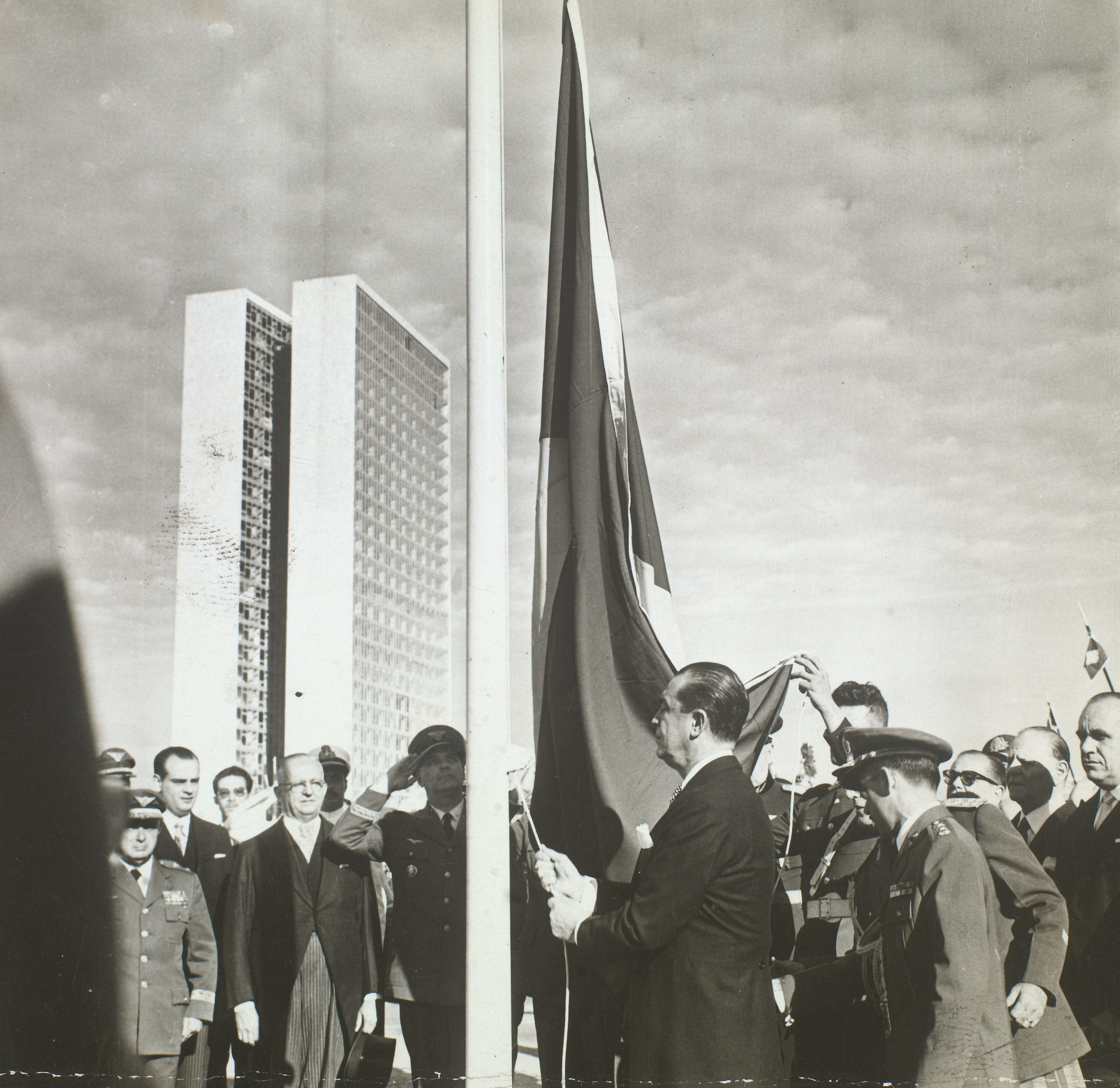
Juscelino Kubitschek hasteando a bandeira na inauguração de Brasília.

## Honrarias
Segismundo Mello recebeu duas homenagens póstumas, sendo um discurso feito pelo senador Valmir Amaral no Congresso Nacional quinze dias após o falecimento do jurista em 2003 pela sua importância na transferência da capital e outro discurso feito pelo ex-presidente da Caixa de Assistência dos Advogados de Goiás (Casag), Daylton Anchieta Silveira, em 2013, na comemoração do aniversário de setenta anos da instituição na sede da Ordem dos Advogados do Brasil (OAB) de Goiás por ter sido presidente da Caseg no biênio de 1953 a 1954. No evento, outros 23 presidentes também foram homenageados.

## Morte
Segismundo de Araújo Mello faleceu no dia 5 de novembro de 2003, no Rio de Janeiro, em decorrência de um derrame. Quinze dias após sua morte, o senhor Valmir Amaral, senador na época, prestou homenagem póstuma ao pioneiro com um discurso no Congresso Nacional que ressaltava sua importância no processo de transferência da capital federal do Rio de Janeiro para a região do Planalto Central, além de seu papel no desenvolvimento socioeconômico de Brasília.